# Universal Soldier: The Return
Universal Soldier: The Return è un film del 1999, diretto da Mic Rodgers e interpretato da Jean-Claude Van Damme. È il seguito de I nuovi eroi (Universal Soldier) del 1992.
Il film ha avuto un seguito, Universal Soldier: Regeneration, regia di John Hyams (2009).

## Trama
Sette anni dopo gli eventi del primo film, Luc Deveraux, divenuto un essere umano a tutti gli effetti, coadiuvato dalla sua collega e amica Maggie è entrato a far parte del team di ricerca degli Unisol, guidato dal dottor Dylan Cotner.
I nuovi Unisol, più forti e più veloci dei primi prototipi, sono controllati dall'innovativa intelligenza artificiale S.E.T.H., il quale però, venuto a conoscenza del fatto che il governo e l'esercito degli Stati Uniti hanno deciso di tagliare il progetto per gli ingenti costi di mantenimento, assume arbitrariamente il controllo dei supersoldati usandoli per prendere il controllo della base militare in cui si trova il centro per le ricerche.
Prima che il programma di auto-spegnimento di emergenza entri in funzione disattivandolo, SETH ha bisogno di scoprire il codice di annullamento, il quale è noto solo a Luc, e ordina quindi agli Unisol di catturarlo, riuscendo anche a fare installare la sua mente all'interno di un corpo umano così da diventare l'Unisol più potente e pericoloso di tutti.
Per Luc, aiutato dalla giovane reporter Erin Young, che si era introdotta nell'installazione per scoprirne i segreti, inizia quindi una fuga dagli unisol, durante la quale l'uomo dovrà preoccuparsi sia di proteggere il codice di spegnimento sia la vita della sua giovane figlia, Hillary, rimasta ferita durante la sommossa, per la quale SETH prova un affetto particolare.

## Sequel
Il film ha avuto un seguito, Universal Soldier: Regeneration, regia di John Hyams (2009).